# Honda CB-1
Honda CB-1 (яп. ホンダ・CB-1) — серийный японский классический мотоцикл, выпускавшийся с 1989 по 1992 годы. На мотоцикл устанавливался четырёхтактный двигатель объёмом 399 см³. В некоторых странах он продавался как Honda CB400F. Преемником мотоцикла стал Honda CB400.
Honda CB-1 впервые был представлен в 1989 году. Изначально разработанный для внутреннего японского рынка, позже он стал также доступен в США и Канаде.
Двигатель был схож с устанавливаемым на модели Honda CBR400. В 1991 году в CB-1 были внесены небольшие изменения, новая модель получила название Honda CB-1 / Type II.